# Liolaemus annectens
Liolaemus annectens — вид ігуаноподібних ящірок родини Liolaemidae. Ендемік Перу.

## Поширення і екологія
Liolaemus annectens мешкають в Перуанських Андах, в регіонах Арекіпа і Куско. Вони живуть на високогірних луках пуна, серед каміння. Зустрічаються на висоті від 4316 до 4688 м над рівнем моря.